# Modest Mouse
Modest Mouse – zespół indierockowy założony w 1993 roku w Issaquah w stanie Waszyngton. Szczytową popularność uzyskał wraz z wydaniem najnowszej płyty We Were Dead Before the Ship Even Sank, która weszła na 1 miejsce listy Billboardu, lecz największe uznanie wśród krytyków i słuchaczy indie rocka zdobył albumami The Lonesome Crowded West i The Moon and Antarctica.
Od czasu wydania debiutanckiego albumu This Is a Long Drive for Someone with Nothing to Think About w roku 1996, ich skład skupia się wokół Isaaca Brocka, Jeremiah Greena i basisty Erica Judy. Johnny Marr, były gitarzysta zespołu The Smiths, dołączył do grupy w maju 2006 roku, aby pracować nad płytą We Were Dead Before the Ship Even Sank. Od czasu podpisania kontraktu z wytwórnią Epic Records (Sony) w 2000 roku, zespół osiągnął znaczący sukces. Elementy brzmienia Modest Mouse były inspirowane twórczością Elliotta Smitha, Pixies, Built to Spill oraz wielu innych zespołów wykonujących alternatywny rock. Nazwa grupy wywodzi się z opowiadania Virginii Woolf Znak na ścianie.

## Historia
W 1994 roku Isaac Brock, Jeremiah Green, John Wickhart i Dann Gallucci nagrali swój debiutancki singel, Blue Cadet-3. Do You Connect? w Dub Narcotic Studio Calvina Johnsona, który potem został wydany przez wytwórnię płytową K Records. Kolejny singel został wydany przez wytwórnię Sub-Pop z Seattle nagrany przez Steve'a Wolda w Moon Studios. W tym samym czasie Modest Mouse nagrali również album Sad Sappy Sucker, który miał być właściwym debiutem zespołu, ale ciągłe przekładanie terminów wydania płyty spowodowało, że projekt odłożono na półkę i zapomniano o nim aż do roku 2001, kiedy to został oficjalnie wydany. Po przejściu do wytwórni Up Records zespół stracił basistę Johna Wickharta, a na jego miejsce przychodzi Eric Judy. Również w tym okresie zespół stracił chwilowo gitarzystę Danna Gallucciego. Następnie Modest Mouse nagrało w wytwórni Moon Studios kilka utworów, które znalazły się na płycie z 1996 This Is a Long Drive for Someone with Nothing to Think About. Obydwa albumy zostały nagrane i wyprodukowane przez Steve'a Wolda, który w tym czasie dołączył do zespołu. Następną płytą był mini-longplay Interstate 8 również wydany przez Steve'a Wolda. W 1997 zespół wydał płytę The Lonesome Crowded West (nagraną w studiu Moon przez Scotta Swayze), która stała się przełomowym albumem w historii zespołu. Dzięki płycie The Lonesome Crowded West, uważanej przez wielu krytyków za jedną z najważniejszych płyt gatunku indie rock połowy lat 90. W 2000, wytwórnia Up wydała kolekcję singli i rzadkich nagrań pt. Building Nothing Out of Something, na której znalazły się wszystkie pozycje z krążka Interstate 8, oprócz utworów Edit the Sad Parts i Buttons to Push Buttons.
W roku 2000 wydali album The Moon & Antarctica przy współpracy z wytwórnią Epic Records. Zespół odniósł sukces w radiu alternatywnym dzięki singlom 3rd Planet i Gravity Rides Everything. Album ten został od razu dobrze oceniony przez krytyków, między innymi zdobywając 9,8 na 10 punktów w recenzji magazynu internetowego Pitchfork Media. Lider zespołu Isaac Brock wydał solowy album Ugly Cassanova nagrany w wytwórni Sub Pop Records. Zespół udostępnił utwór Gravity Rides Everything na potrzeby kampanii reklamowej minivana Nissan Quest. Brock publicznie uznał to za posunięcie rażąco komercyjne, ale niezbędne do uzyskania stabilizacji finansowej.

## Obecny skład
- Isaac Brock
- Eric Judy
- Jim Fairchild
- Joe Plummer
- Tom Peloso

### Byli członkowie
- Dann Gallucci
- Benjamin Weikel
- Chris Majeras
- Robin Peringer
- Jeremiah Green (zm. 2022)

## Dyskografia

### Albumy
- 1996 – This Is a Long Drive for Someone with Nothing to Think About
- 1997 – The Lonesome Crowded West
- 2000 – The Moon & Antarctica
- 2004 – Good News for People Who Love Bad News
- 2007 – We Were Dead Before the Ship Even Sank
- 2015 – Strangers to Ourselves
- 2021 – The Golden Casket

### EP-ki i inne
- 1994 – Blue Cadet-3, Do You Connect?
- 1996 – Interstate 8
- 1997 – The Fruit That Ate Itself
- 1999 – Night On the Sun
- 2000 – Building Nothing Out of Something
- 2001 – Sad Sappy Sucker
- 2001 – Everywhere & His Nasty Parlour Tricks
- 2004 – Baron von Bullshit Rides Again
- 2009 – No One's First and You're Next

### Single
- 1996 – Broke
- 1997 – A Life of Arctic Sounds
- 1997 – Birds vs. Worms
- 1998 – Other People's Lives
- 1998 – Neverending Math Equation
- 1998 – Whenever You See Fit
- 2004 – Float On
- 2004 – Ocean Breathes Salty
- 2005 – The World At Large
- 2007 – Dashboard